# Szopi szuri
A Szopi szuri (Shots!!!) a South Park című rajzfilmsorozat 300. része (a 23. évad 3. epizódja). Elsőként 2019. október 9-én sugározták az Amerika Egyesült Államokban a Comedy Centralon, míg hazánkban ugyancsak a Comedy Central mutatta be 2020. január 28-án.
Ebben az epizódban Randy a Böcsület Farm sikerét ünnepli, de a családja részéről semmiféle megértést nem kap. Ezalatt Cartman, aki még életében egyetlen oltást sem kapott, mert mindig sikeresen kicsúszik az orvosok karmai közül, félve attól, hogy az oltástól "artista" lesz, amely az oltásellenes mozgalmak paródiája.

## Cselekmény
Az epizód új főcímmel, a "Böcsület Farm" főcímével kezdődik, amelynek a zenéje a korábbinak a country stílusú feldolgozása, és amelyben minden sort Randy énekel (South Park helyett mindenütt Böcsület Farmot mondva), kivéve Kenny sorait, amelyek helyett Törcsi közli, hogy úgy be van tépve, hogy azt sem tudja, mi történik.
Randy megünnepli a 300-at (ami háromszázezer dolláros profitot jelent, de áttételesen a sorozat 300. epizódját is). Ez akkora összeg, amelyből a Böcsület Farm megengedheti magának, hogy parádét rendezzen (ahol Randy üveggyöngyöket dobál a tömegbe és Kínát dicsőíti), vagy hogy épp költséges reklámokat forgasson. A felesége, Sharon dühös, mert úgy szór el ekkora összegeket, hogy előtte meg sem beszéli vele - pedig annak idején éppen azért vásárolták így a farmot, hogy ne váljon belőle az, ami végül lett. Az is rendkívül felzaklatja, hogy a kínai kormány arra használja fel a Böcsület Gandzsát, hogy a kínai tüntetők letartóztatásához jogalapot szolgáltasson.
Ezalatt Cartman, akit készülnek beoltani, de rettenetesen fél a tűtől, malac módjára visít és úgy is kezd el menekülni, valahányszor egy tű kerül a közelébe. Másnap berendeli PC igazgató őt és az anyját is - Liane elmondja, hogy már négy éve minden pénteken ezzel próbálkoznak az orvosnál, de sosem sikerül. Mivel felmerül a kicsapásának a lehetősége emiatt, ezért PC igazgató azt javasolja, hogy ha beoltatja magát, akkor jutalmat kap, ahogy azt Liane javasolta. De a következő alkalom is sikertelenül zárul, Cartman pedig ennek ellenére is elvisz magával a játékokból, amiket a beoltott gyerekeknek tesznek félre. Bár ki kéne ezért őt csapni, másnap ugyanúgy megjelenik az iskolában, és közli, hogy erkölcsi okokból nem kaphat oltást, és egyébként sem akar "artista" lenni. Ennek a híre elterjed és a szülők egy gyűlést tartanak, ahol számonkérik Liane-t, mert akadályozza a nyájimmunitás elérését, aki egy Cartman által írt papírból olvassa fel az ellenérveket. Mikor ezért lehurrogják, Liane kifakad, hogy senki nem képes megérteni azt, hogy mennyire nehéz neki bírnia Cartmannel. A többi szülő felajánlja, hogy segítenek neki az éj leple alatt, titokban beoltani a fiát, ami ezúttal is sikertelen lesz. Ezért végül egy szakértő, Nagy Kondás Murph segítségét kérik, aki egy profi disznófogó. Elkapja Cartmant és bezárja egy ólba, majd egy hatalmas rodeót, Megyei Védőoltás Hejehuját szervez, ahol több más, be nem oltott gyerekkel együtt fognak rá vadászni.
Eközben Liane, akit Cartman elzavart otthonról, elmegy a Böcsület Farmra, ahol Randyvel közösen panaszkodnak egymásnak, hogy milyen nehéz a családjukkal. Liane azt mondja Randynek, hogy szerencsés, amiért van egy társa - Randy ennek hatására úgy dönt, hogy bocsánatot kér tőle, de ez a valaki nem Sharon, hanem Törcsi. Bevallja neki, hogy túl kapzsi volt, és a kérésére megígéri, hogy nem fog nagyvállalatokkal bizniszelni, sem Kínával, és nem teszi tönkre a többi kistermelőt. Ezalatt a rodeón megjelenik Liane, betör a rodeóra és megmenti Cartmant, habár emiatt végül őt oltják be. Megmondja a közönségnek, hogy bár nem ő a legjobb anya, de megteszi, amit tud, és minden úgy lesz, ahogy ő szeretné, Cartman pedig egy darab játékot sem kaphat.
Másnap Cartman már rászánná magát az oltásra, de megtudja az orvostól, hogy miután Liane nem felnőtteknek szánt, nagy dózisú oltást kapott, ezért mellékhatások jöttek ki rajta - csendéletet kezdett el festeni, azaz "artista" lett.
A stáblista alatt szóló zene változatlan, viszont Randy énekelgeti alatta, hogy "Böcsület Farm".

## Forráshivatkozások
1. ↑  White, Peter: ‘South Park’ Celebrates 300th Episode By Poking Fun At Anti-Vaxxers As Comedy Central Series Is Censored In China (amerikai angol nyelven). Deadline, 2019. október 7. (Hozzáférés: 2024. június 17.)